# 品報
品報（Tastes Gazette）是一份在澳門出版、沒有政府或任何團體金錢資助，單純靠廣告收入的民辦免費月報，主要推廣澳門的美食，亦有宣傳澳門旅遊業和文化。該報由澳門活靈廣告策劃有限公司製作，創刊於2006年10月，一至兩個月出版一次。該報派發於澳門各食肆、酒店、出入境口岸、新渡輪以及澳門航空所有回航班機，甚至廣州及香港亦有派發點；每期的最後一版更附有澳門半島、氹仔及路環地圖，方便遊客遊覽澳門。後該刊轉型為網上媒體。

## 沿革
- 2006年10月，品報創刊。
- 2007年4月，品報與澳門衛生局合作推廣「無煙食肆」活動，鼓勵澳門的食肆全面禁煙。

## 外部連結
- 品報的Facebook專頁
- 品報的Instagram帳戶